# A Homokember
A Homokember (Der Sandmann) E. T. A. Hoffmann 1817-ben publikált romantikus stílusú novellája.

## Cselekmény
|  | Alább a cselekmény részletei következnek! |

A történetet egy narrátor meséli el, aki azt állítja, hogy ismerte az egyik szereplőt, Lothart.
Az egyetemista ifjú, Nathanael levélben meséli el Lothar barátjának gyermekkorának egy meghatározó részletét: kisgyermekként elalvás előtt azzal riogatták, hogy éjszakánként eljön hozzájuk a gonosz Homokember, aki az aludni nem akaró gyermekek szemébe homokot szór, a kieső szemeiket pedig elviszi a Holdra, és megeteti az ott élő fiókáival. A gyermek Nathanael ugyan nem hitt ebben, de mivel éjjelente rendszeresen hangokat hall édesapja szobájából, egy este elrejtőzik ott, hogy megfigyelje a Homokember érkezését. Kiderül, hogy a titokzatos éjszakai látogató apja egyik barátja, egy kellemetlen modorú ügyvéd, Coppelius úr, akitől a család többi tagja igencsak tart. Coppelius és az apa titokban alkimista kísérleteket végeznek a dolgozószobában, amitől Nathanael megijed, és felhívja magára a figyelmet. Coppelius fel akarja használni a fiút a kísérlethez, de apja kérésére végül elengedi. Az ügyvéd ezután elmarad a családtól, mígnem egy év múlva ismét feltűnik. A kísérlet, amit végeznek, azonban balul sül el, Nathanael apja életét veszti, Coppelius pedig elmenekül. Nathanael számára ez máig tartó lelki traumát okozott, és mikor néhány nappal korábban lakására egy vándor barométerárus, bizonyos Giuseppe Coppola érkezett, az ifjú felismerte benne Coppeliust (a Homokembert), és elhatározta, hogy bosszút áll.
A fiú első levelét azonban Lothar helyett a nővére, Clara olvassa el, aki egyben Nathanael menyasszonya is, így választ is ő ír. Sajnálatát fejezi ki Nathanael fájdalma miatt, ugyanakkor kijelenti, hogy a rémségek csupán a fiú képzeletének szüleményei, és arra kéri, verje ki a fejéből Coppeliust/Coppolát. Válaszában Nathanael Clarának ad igazat, a két személy nem lehet ugyanaz, mert Coppola egyértelműen olasz nemzetiségű, míg Coppelius német volt. Az egyetem fizikaprofesszora, Spallanzani is megerősíti, hogy évek óta ismeri Coppolát. Nathanael itt megjegyzi, hogy a professzornak van egy lánya, Olimpia, akinek egy rövid pillantása jelentős benyomást tett rá.
Nem sokkal a levél megírása után Nathanael meglátogatja Clarát és Lohart, egymás viszontlátásának örömében egy időre elfelejti a Homokembert. A Coppolával való találkozás azonban mély hatást gyakorolt rá, és egy komor lesz, ami untatja Clarát, és egyre jobban eltávolodnak egymástól. Nathanael verset ír arról, hogy Coppelius tönkreteszi szerelmi életét, amelyben Coppelius megjelenik az esküvőjén, hogy megérintse Clara szemét. Mikor felolvassa ezt a lánynak, az arra kéri, dobja ezt az őrült művet a tűzbe. Nathanael erre halálosan megsértődik, és átkozott gépnek nevezi szerelmét. Lothar dühös lesz, amiért barátja megsértette a testvérét, és párbajra hívja, amit majdnem meg is vívnak, de Clarára való tekintettel kibékülnek. Clara megbocsát Nathanaelnek, aki ezután visszatér otthonába. Terve az, hogy a diploma megszerzése után feleségül veszi szerelmét. Hazatérésekor megtudja, hogy lakását tűzvész pusztította el, de ingóságai még időben kimenekítették. Új lakásba költözik, aminek ablaka Spallanzani professzoréra néz. Nathanael innen meglátja a gyönyörű Olimpiát, ami vonzalmat ébreszt benne iránta. Giuseppe Coppola ismét betér hozzá, ezúttal szemüvegeket és távcsöveket akar eladni, amit "szép szemek" néven emleget, ismét felélesztve a Homokembertől való félelmét. A fiú végül vesz tőle egy távcsövet, amivel innentől Olimpiát figyeli, és feltűnik neki a lány szinte mozdulatlan arca, és merev vonásai. Spallanzani később nagyszabású ünnepséget rendez, melyre meghívja Nathanaelt is. Nathanael és Olimpia táncolnak, ami során a fiú beleszeret, bár szemet szúr neki, hogy a lány sóhajtozáson kívül mást nem képes mondani. Ezután verseket olvas neki, amire szintén csak sóhajtozás a válasz, de a fiú ezt megértésként értelmezi.
Végül Nathanael elhatározza, hogy megkéri Olimpia kezét, de amikor megérkezik a lány szobájába, nagy meglepetésére Spallanzani professzort és Giuseppe Coppolát találja ott, akik Olimpián veszekednek. Olimpia a földön hever élettelenül, a szemgolyói hiányoznak. Ekkor kiderül, hogy Olimpia nem más, mint egy automata, melyhez a professzor készítette az óraművet, Coppola pedig a szemeket. Coppola, akiről itt kiderül, hogy valójában Coppelius, elszökik a géppel, a szemeket a földön hagyva. Nathanael ettől rohamot kap, és rátámad a professzorra. A dulakodás zajára több ember csődül oda, az őrjöngő Nathanaelt bezárják, Spallanzani pedig elhagyja az egyetemet.
Nathanael később látszólag magához tér, és visszamegy szülővárosába, Elhatározza, hogy feleségül veszi Clarát, és egy kellemes birtokra költöznek majd. Menyasszonyával és Lotharral a város tornyába mennek fel, hogy megnézzék a kilátást. Clara rámutat egy bokorra, amely mintha feléjük közeledne. Nathanael automatikusan előveszi Coppola távcsövét. Most, hogy Olimpia helyett Clara a távcső tekintetének tárgya, Nathanaelre ismét rátör az őrület, és megpróbálja levetni Clarát a toronyból. A lányt Lothar menti meg, de az alul összegyűlt tömegben megjelenik Coppelius, és őt meglátva Nathanael "szép szemek, szép szemecskék!" felkiáltással leugrik és szörnyethal. Coppelius eltűnik a tömegben.
Sok évvel később - fejezi be a narrátor - Clarát egy kedves férfival látták egy vidéki ház előtt ülni két kisfiúval, és így találta meg azt a boldogságot, amit Nathanael soha nem tudott volna neki biztosítani.
|  | Itt a vége a cselekmény részletezésének! |

## Szereplők
- Nathanael (jelentése: Isten ajándéka): a nárcisztikus főhős.
- Coppelius: Félelemkeltő, nagydarab és kellemetlen férfi, aki elrontotta Nathanael és testvérei boldogságát gyermekkorukban, és talán Nathanael apjának halálában is benne van a keze.
- Clara: Nathanael menyasszonya.
- Lothar: Clara testvére, egyben Nathanael jó barátja.
- Spallanzani: Olasz professzor, Coppola munkatársa
- Olimpia: Spallanzani lánya, aki valójában csupán egy gép.